# رايموند ليبريختس
رايموند ليبريختس (بالهولندية: Raymond Libregts)‏ (25 ديسمبر 1964 بروتردام في هولندا - ) هو لاعب كرة قدم هولندي في مركز الدفاع. لعب مع إف سي آيندهوفن وسبارتا روتردام وفي في في فينلو ونادي آيندهوفن وMVV Maastricht ‏.

## وصلات خارجية
- رايموند ليبريختس على موقع قاعدة بيانات كرة القدم.إي يو (الإنجليزية)